# Nakabayashi Hirotsugu
Nakabayashi Hirotsugu (中林 洋次 Nakabayashi Hirotsugu, sinh ngày 28 tháng 4 năm 1986 ở Kanagawa-ku, Yokohama), hay Woods, là một cầu thủ bóng đá người Nhật Bản hiện tại thi đấu cho Sanfrecce Hiroshima.

## Thống kê sự nghiệp
Cập nhật đến ngày 23 tháng 2 năm 2017.
| Câu lạc bộ          | Mùa giải            | Giải vô địch | Giải vô địch | Cúp Hoàng đế Nhật Bản | Cúp Hoàng đế Nhật Bản | J. League Cup | J. League Cup | Tổng cộng | Tổng cộng |
| Câu lạc bộ          | Mùa giải            | Số trận      | Bàn thắng    | Số trận               | Bàn thắng             | Số trận       | Bàn thắng     | Số trận   | Bàn thắng |
| ------------------- | ------------------- | ------------ | ------------ | --------------------- | --------------------- | ------------- | ------------- | --------- | --------- |
| Sagan Tosu          | 2005                | 2            | 0            | 0                     | 0                     | –             | –             | 2         | 0         |
| Sagan Tosu          | 2006                | 0            | 0            | 0                     | 0                     | –             | –             | 0         | 0         |
| Sagan Tosu          | 2007                | 2            | 0            | 0                     | 0                     | –             | –             | 2         | 0         |
| Sagan Tosu          | 2008                | 0            | 0            | –                     | –                     | –             | –             | 0         | 0         |
| Sanfrecce Hiroshima | 2008                | 0            | 0            | 0                     | 0                     | –             | –             | 0         | 0         |
| Sanfrecce Hiroshima | 2009                | 28           | 0            | 0                     | 0                     | 4             | 0             | 32        | 0         |
| Sanfrecce Hiroshima | 2010                | 0            | 0            | 1                     | 0                     | 1             | 0             | 2         | 0         |
| Sanfrecce Hiroshima | 2011                | 0            | 0            | 2                     | 0                     | 1             | 0             | 3         | 0         |
| Fagiano Okayama     | 2012                | 42           | 0            | 1                     | 0                     | –             | –             | 43        | 0         |
| Fagiano Okayama     | 2013                | 40           | 0            | 1                     | 0                     | –             | –             | 41        | 0         |
| Fagiano Okayama     | 2014                | 37           | 0            | 1                     | 0                     | –             | –             | 38        | 0         |
| Fagiano Okayama     | 2015                | 42           | 0            | 0                     | 0                     | –             | –             | 42        | 0         |
| Fagiano Okayama     | 2016                | 42           | 0            | 0                     | 0                     | –             | –             | 42        | 0         |
| Tổng cộng sự nghiệp | Tổng cộng sự nghiệp | 225          | 0            | 6                     | 0                     | 6             | 0             | 237       | 0         |